# El debate de La 1
El debate de La 1 fue un programa de debate que se emite todos los miércoles en horario de medianoche - madrugada, en La 1 de TVE, su objetivo es el análisis de temas de la actualidad política, social y económica de España. El debate es moderado por el periodista Julio Somoano.

## Historia
El Debate de La 1 surgió debido a que a principios del año 2012, el Gobierno anunció una reducción del presupuesto destinado a RTVE de hasta 200 millones de euros. Esto afecto a varios programas del Ente Público, entre ellos el programa de debate 59 segundos, programa de características similares a este. Por ello el canal decidió hacer un nuevo programa de debate que sustituyera al ya mencionado programa, y que supusiera menor coste económico.
El programa fue conducido desde abril hasta julio de 2012 por la hasta entonces presentadora de 59 segundos y del Telediario Fin de Semana María Casado. Desde agosto de 2012 hasta julio de 2013 el programa fue presentado por la también periodista de TVE Pilar García Muñiz. Desde septiembre de 2013 hasta junio de 2014 el programa fue presentado por Oriol Nolis.
Desde septiembre de 2014 el programa es conducido por Julio Somoano, director de informativos de TVE. Es además ese mismo año cuando el programa lleva a cabo un gran cambio de temática y estilo: Además, por primera vez aborda un único tema, con expertos y analistas más que con políticos y periodistas, adquiriendo así un enfoque más social que informativo.

## Formato
Junto con el presentador del programa, seis analistas se sientan cada jueves en la mesa de debate para ofrecer sus opiniones y análisis. El programa cuenta también con invitados destacados, como políticos, expolíticos y representantes de otros ámbitos sociales y económicos. 
Cada semana el programa está marcado por la actualidad más reciente, pero también ofrece al público debates monográficos sobre los grandes asuntos que afectan a la vida diaria del ciudadano, de la mano de expertos y representantes de las partes implicadas.

## Versiones
'El debate de La 1', como '59 segundos', tiene además de la edición nacional una versión en Cataluña y otra en Canarias. Cada jueves a las 00.45 horas, Cristina Puig modera la edición catalana, que dirige Esteve Crespo. Por su parte, Chenti Llorca dirige la versión canaria que presenta Cristina Almandós cada miércoles a las 23.00 horas canaria. Mantiene  el análisis de la actualidad de las islas y la colaboración de las firmas más destacadas del periodismo canario.

## Temporadas y Audiencias

### Temporada 1
| Programa | Famoso                           | Día de emisión      | Audiencia        |
| -------- | -------------------------------- | ------------------- | ---------------- |
| 1        | José Coronado y Nicolás Coronado | 13 de abril de 2014 | 1 090 000 (6,0%) |
| 2        | José Mota                        | 20 de abril de 2014 | 1 183 000 (6,9%) |
| 3        | Marc Márquez                     | 27 de abril de 2014 | 1 353 000 (7,4%) |
| 4        | Santi Millán                     | 4 de mayo de 2014   | 947 000 (5,5%)   |

### Segunda temporada (2012-2013)
| Programas emitidos | Programas emitidos       | Programas emitidos | Programas emitidos | Programas emitidos |
| N.º                | Fecha de emisión         | Espectadores       | Cuota de pantalla  |                    |
| ------------------ | ------------------------ | ------------------ | ------------------ | ------------------ |
| 15                 | 20 de septiembre de 2012 | 338 000            | 5,2%               |                    |
| 16                 | 27 de septiembre de 2012 | 603 000            | 6,6%               |                    |
| 17                 | 4 de octubre de 2012     | 536 000            | 8,4%               |                    |
| 18                 | 11 de octubre de 2012    | 687 000            | 8,5%               |                    |
| 19                 | 18 de octubre de 2012    | 390 000            | 6,0%               |                    |
| 20                 | 24 de octubre de 2012    | 453 000            | 7,0%               |                    |
| 21                 | 8 de noviembre de 2012   | 542 000            | 7,2%               |                    |
| 22                 | 15 de noviembre de 2012  | 809 000            | 10,8%              |                    |
| 23                 | 22 de noviembre de 2012  | 411 000            | 7,0%               |                    |
| 24                 | 29 de noviembre de 2012  | 308 000            | 5,3%               |                    |
| 25                 | 13 de diciembre de 2012  | 594 000            | 7,0%               |                    |
| 26                 | 20 de diciembre de 2012  | 418 000            | 7,1%               |                    |
| 27                 | 10 de enero de 2013      | 543 000            | 7,8%               |                    |
| 28                 | 17 de enero de 2013      | 519 000            | 6,8%               |                    |
| 29                 | 24 de enero de 2013      | 530 000            | 7,3%               |                    |
| 30                 | 3 de febrero de 2013     | 570 000            | 9,8%               |                    |
| 31                 | 7 de febrero de 2013     | 492 000            | 8,0%               |                    |
| 32                 | 14 de febrero de 2013    | 599 000            | 9,2%               |                    |
| 33                 | 21 de febrero de 2013    | 493 000            | 8,1%               |                    |
| 34                 | 28 de febrero de 2013    | 594 000            | 8,6%               |                    |
| 35                 | 7 de marzo de 2013       | 521 000            | 6,7%               |                    |
| 36                 | 14 de marzo de 2013      | 488 000            | 7,6%               |                    |
| 37                 | 21 de marzo de 2013      | 542 000            | 7,9%               |                    |
| 38                 | 4 de abril de 2013       | 437 000            | 5,7%               |                    |
| 39                 | 11 de abril de 2013      | 600 000            | 8,6%               |                    |
| 40                 | 18 de abril de 2013      | 486 000            | 7,6%               |                    |
| 41                 | 25 de abril de 2013      | 502 000            | 7,6%               |                    |
| 42                 | 2 de mayo de 2013        | 514 000            | 7,1%               |                    |
| 43                 | 9 de mayo de 2013        | 309 000            | 5,5%               |                    |
| 44                 | 16 de mayo de 2013       | 469 000            | 6,1%               |                    |
| 45                 | 23 de mayo de 2013       | 559 000            | 7,7%               |                    |
| 46                 | 30 de mayo de 2013       | 254 000            | 5,3%               |                    |
| 47                 | 6 de junio de 2013       | 320 000            | 4,9%               |                    |
| 48                 | 13 de junio de 2013      | 330 000            | 5,2%               |                    |
| 49                 | 20 de junio de 2013      | 307 000            | 6,4%               |                    |
| 50                 | 27 de junio de 2013      | 443 000            | 5,9%               |                    |
| 51                 | 4 de julio de 2013       | 207 000            | 3,7%               |                    |

### Tercera temporada (2013-2014)
| Programas emitidos | Programas emitidos       | Programas emitidos | Programas emitidos | Programas emitidos |
| N.º                | Fecha de emisión         | Espectadores       | Cuota de pantalla  |                    |
| ------------------ | ------------------------ | ------------------ | ------------------ | ------------------ |
| 52                 | 19 de septiembre de 2013 | 286 000            | 6,3%               |                    |
| 53                 | 26 de septiembre de 2013 | 278 000            | 6,3%               |                    |
| 54                 | 3 de octubre de 2013     | 197 000            | 3,8%               |                    |
| 55                 | 10 de octubre de 2013    | 277 000            | 5,7%               |                    |
| 56                 | 17 de octubre de 2013    | 162 000            | 2,7%               |                    |
| 57                 | 24 de octubre de 2013    | 303 000            | 5,4%               |                    |
| 58                 | 3 de noviembre de 2013   | 216 000            | 3,4%               |                    |
| 59                 | 7 de noviembre de 2013   | 202 000            | 3,9%               |                    |
| 60                 | 14 de noviembre de 2013  | 185 000            | 3,1%               |                    |
| 61                 | 21 de noviembre de 2013  | 328 000            | 5,0%               |                    |
| 62                 | 28 de noviembre de 2013  | 344 000            | 4,9%               |                    |
| 63                 | 5 de diciembre de 2013   | 440 000            | 3,7%               |                    |
| 64                 | 12 de diciembre de 2013  | 187 000            | 3,3%               |                    |
| 65                 | 19 de diciembre de 2013  | 223 000            | 3,0%               |                    |
| 66                 | 9 de enero de 2014       | 285 000            | 6,0%               |                    |
| 67                 | 16 de enero de 2014      | 234 000            | 3,6%               |                    |
| 68                 | 23 de enero de 2014      | 250 000            | 3,9%               |                    |
| 69                 | 30 de enero de 2014      | 267 000            | 3,7%               |                    |
| 70                 | 7 de febrero de 2014     | 492 000            | 8,0%               |                    |
| 71                 | 14 de febrero de 2014    | 599 000            | 9,2%               |                    |
| 72                 | 21 de febrero de 2014    | 493 000            | 8,1%               |                    |
| 73                 | 28 de febrero de 2014    | 594 000            | 8,6%               |                    |
| 74                 | 7 de marzo de 2014       | 521 000            | 6,7%               |                    |
| 75                 | 14 de marzo de 2014      | 488 000            | 7,6%               |                    |
| 75                 | 21 de marzo de 2014      | 542 000            | 7,9%               |                    |
| 77                 | 3 de abril de 2014       | 302 000            | 4,8%               |                    |
| 78                 | 10 de abril de 2014      | 316 000            | 5,4%               |                    |
| 79                 | 17 de abril de 2014      | 277 000            | 4,8%               |                    |
| 80                 | 8 de mayo de 2014        | 187 000            | 3,9%               |                    |
| 81                 | 22 de mayo de 2014       | 261 000            | 5,2%               |                    |
| 82                 | 29 de mayo de 2014       | 366 000            | 5,9%               |                    |
| 83                 | 5 de junio de 2014       | 184 000            | 3,8%               |                    |
| 84                 | 12 de junio de 2014      | 251 000            | 5,3%               |                    |
| 85                 | 26 de junio de 2014      | 418 000            | 5,3%               |                    |
| 86                 | 3 de julio de 2014       | 188 000            | 3,7%               |                    |

### Cuarta temporada (2014-2015)
| Programas emitidos | Programas emitidos      | Programas emitidos | Programas emitidos | Programas emitidos |
| N.º                | Fecha de emisión        | Espectadores       | Share              |                    |
| ------------------ | ----------------------- | ------------------ | ------------------ | ------------------ |
| 87                 | 8 de octubre de 2014    | 472 000            | 5,0%               |                    |
| 88                 | 15 de octubre de 2014   | 693 000            | 7,0%               |                    |
| 89                 | 22 de octubre de 2014   | 463 000            | 4,6%               |                    |
| 90                 | 29 de octubre de 2014   | 345 000            | 4,0%               |                    |
| 91                 | 5 de noviembre de 2014  | 434 000            | 4,6%               |                    |
| 92                 | 12 de noviembre de 2014 | 506 000            | 5,2%               |                    |
| 93                 | 19 de noviembre de 2014 | 473 000            | 4,8%               |                    |
| 94                 | 26 de noviembre de 2014 | 411 000            | 4,3%               |                    |
| 95                 | 3 de diciembre de 2014  | 426 000            | 4,4%               |                    |
| 96                 | 10 de diciembre de 2014 | 485 000            | 4,9%               |                    |
| 97                 | 17 de diciembre de 2014 | 486 000            | 4,6%               |                    |
| 98                 | 14 de enero de 2015     | 241 000            | 4,6%               |                    |
| 99                 | 21 de enero de 2015     | 210 000            | 3,6%               |                    |
| 100                | 28 de enero de 2015     | 393 000            | 6,4%               |                    |
| 101                | 4 de febrero de 2015    | 234 000            | 3,9%               |                    |
| 102                | 11 de febrero de 2015   | 268 000            | 4,3%               |                    |
| 103                | 18 de febrero de 2015   | 381 000            | 6,1%               |                    |
| 104                | 25 de febrero de 2015   | 300 000            | 4,8%               |                    |
| 105                | 4 de marzo de 2015      | 286 000            | 5,2%               |                    |
| 106                | 11 de marzo de 2015     | 326 000            | 6,1%               |                    |
| 107                | 12 de marzo de 2015     | 382 000            | 6,3%               |                    |
| 108                | 25 de marzo de 2015     | 651 000            | 5,8%               |                    |
| 109                | 8 de abril de 2015      | 347 000            | 6,1%               |                    |
| 110                | 15 de abril de 2015     | 246 000            | 4,7%               |                    |
| 111                | 22 de abril de 2015     | 184 000            | 3,3%               |                    |
| 112                | 29 de abril de 2015     | 292 000            | 5,7%               |                    |
| 113                | 7 de mayo de 2015       | 170 000            | 0,9%               |                    |
| 114                | 13 de mayo de 2015      | 250 000            | 3,5%               |                    |
| 115                | 20 de mayo de 2015      | 255 000            | 4,4%               |                    |
| 116                | 27 de mayo de 2015      | 208 000            | 4,0%               |                    |
| 117                | 3 de junio de 2015      | 173 000            | 3,2%               |                    |
| 118                | 10 de junio de 2015     | 203 000            | 4,7%               |                    |
| 119                | 17 de junio de 2015     | 163 000            | 3,5%               |                    |
| 120                | 24 de junio de 2015     | 151 000            | 1,9%               |                    |
| 121                | 1 de julio de 2015      | 246 000            | 4,5%               |                    |

### Quinta temporada (2015-2016)
| Programas emitidos | Programas emitidos       | Programas emitidos | Programas emitidos | Programas emitidos |
| N.º                | Fecha de emisión         | Espectadores       | Share              |                    |
| ------------------ | ------------------------ | ------------------ | ------------------ | ------------------ |
| 122                | 9 de septiembre de 2015  | 271 000            | 4,1%               |                    |
| 123                | 16 de septiembre de 2015 | 294 000            | 4,7%               |                    |
| 124                | 23 de septiembre de 2015 | 116 000            | 3,1%               |                    |
| 125                | 30 de septiembre de 2015 | 288 000            | 5,8%               |                    |
| 126                | 7 de octubre de 2015     | 265 000            | 4,0%               |                    |
| 127                | 14 de octubre de 2015    | 276 000            | 4,4%               |                    |
| 128                | 21 de octubre de 2015    | 313 000            | 5,6%               |                    |
| 129                | 28 de octubre de 2015    | 397 000            | 7,4%               |                    |
| 130                | 4 de noviembre de 2015   | 261 000            | 4,9%               |                    |
| 131                | 11 de noviembre de 2015  | 293 000            | 6,0%               |                    |
| 132                | 18 de noviembre de 2015  | 276 000            | 6,9%               |                    |
| 133                | 25 de noviembre de 2015  | 309 000            | 6,5%               |                    |
| 134                | 2 de diciembre de 2015   | 304 000            | 6,8%               |                    |
| 135                | 9 de diciembre de 2015   | 2 102 000          | 10,9%              |                    |
| 136                | 16 de diciembre de 2015  | 1 285 000          | 16,5%              |                    |
| 137                | 16 de diciembre de 2015  | 717 000            | 7,7%               |                    |
| 138                | 23 de diciembre de 2015  | 390 000            | 5,8%               |                    |
| 139                | 13 de enero de 2016      | 701 000            | 9,4%               |                    |
| 140                | 20 de enero de 2016      | 279 000            | 6,8%               |                    |
| 141                | 27 de enero de 2016      | 335 000            | 8,2%               |                    |
| 142                | 3 de febrero de 2016     | 342 000            | 7,5%               |                    |
| 143                | 10 de febrero de 2016    | 330 000            | 7,4%               |                    |
| 144                | 17 de febrero de 2016    | 417 000            | 9,1%               |                    |
| 145                | 24 de febrero de 2016    | 519 000            | 10,2%              |                    |
| 146                | 2 de marzo de 2016       | 886 000            | 4,8%               |                    |
| 147                | 9 de marzo de 2016       | 349 000            | 7,2%               |                    |
| 148                | 17 de marzo de 2016      | 389 000            | 8,2%               |                    |
| 149                | 30 de marzo de 2016      | 305 000            | 4,9%               |                    |
| 150                | 6 de abril de 2016       | 410 000            | 6,6%               |                    |
| 151                | 13 de abril de 2016      | 394 000            | 7,6%               |                    |
| 152                | 20 de abril de 2016      | 370 000            | 8,5%               |                    |
| 153                | 27 de abril de 2016      | 406 000            | 7,0%               |                    |
| 154                | 4 de mayo de 2016        | 439 000            | 7,9%               |                    |
| 155                | 11 de mayo de 2016       | 415 000            | 9,1%               |                    |
| 156                | 17 de mayo de 2016       | 377 000            | 6,9%               |                    |
| 157                | 25 de mayo de 2016       | 402 000            | 9,2%               |                    |
| 158                | 1 de junio de 2016       | 438 000            | 7,1%               |                    |
| 159                | 8 de junio de 2016       | 459 000            | 9,2%               |                    |
| 159                | 15 de junio de 2016      | 398 000            | 10,7%              |                    |
| 160                | 20 de junio de 2016      | 845 000            | 4,8%               |                    |
| 161                | 22 de junio de 2016      | 301 000            | 7,1%               |                    |
| 162                | 6 de julio de 2016       | 246 000            | 4,6%               |                    |
| 163                | 13 de julio de 2016      | 117 000            | 2,8%               |                    |
| 164                | 20 de julio de 2016      | 210 000            | 3,6%               |                    |
| 165                | 27 de julio de 2016      | 218 000            | 3,5%               |                    |

### Sexta temporada (2016-2017)
| Programas emitidos | Programas emitidos       | Programas emitidos | Programas emitidos | Programas emitidos |
| N.º                | Fecha de emisión         | Espectadores       | Share              |                    |
| ------------------ | ------------------------ | ------------------ | ------------------ | ------------------ |
| 166                | 6 de septiembre de 2016  | 203 000            | 2,9%               |                    |
| 167                | 14 de septiembre de 2016 | 217 000            | 5,3%               |                    |

## Equipo Directivo de "El Debate de La 1"
- Director: Julio Somoano
- Editora: Isabel Mª de Haro
- Redacción: José Luis Agudo
- Productor Ejecutivo: Arturo Cifuentes
- Realizador: Ángel Povedano
- Productor: Domingo Isaba
- Realizador: Manuel Diéguez
- Productor: Mabel Martín
- Coordinadora de invitados: Mª José Parra

## Equipo Directivo de "El Debat de La 1" (Versión exclusiva del debate para Cataluña)
- Director: Quim Barnola
- Editora: Montse Rigall
- Realizador: Quique Barrera
- Producción: Carlos Rebollo y Pilar Garcia
- Realización: David González

## Directores
- Paz Alarcón (2012)
- Curra Luengo (2012-2013)
- Pedro Antonio Carreño (2013-2014)
- Julio Somoano (2014-actualidad)

## Presentadores
- María Casado (2012)
- Pilar García Muñiz (2012-2013)
- Oriol Nolis (2013-2014)
- Julio Somoano (2014-2018)

## Tertulianos
En la siguiente lista, se puede observar los periodistas que habitualmente colaboran en este debate:
| - Anabel Díez (El País) - Ángel Expósito (Cadena COPE) - Antonio Casado Alonso (El Confidencial) - Antonio Pérez Henares (La Razón) - Arsenio Escolar (20 minutos) - Bieito Rubido (ABC) - Cármen del Riego (La Vanguardia) - Cármen Morodo (La Razón) - Casimiro García-Abadillo (El Mundo) - Charo Zarzalejos (Vasco Press) - Chelo Aparicio (Estrella Digital) - Consuelo Álvarez de Toledo (Infolatam) - Cristina de la Hoz Vozpópuli (diario digital) - Edurne Uriarte (ABC) - Elsa González Díaz (Cadena COPE) - Enric Juliana (La Vanguardia) - Ernesto Sáenz de Buruaga (Cadena COPE) - Esther Esteban (El Mundo) - Esther Jaén (Cuarto Poder.com) - Eva Orué (Divertinajes) - Fernando Jáuregui (Diario Crítico) - Fernando Ónega (La Vanguardia) - Francisco Marhuenda (La Razón) | - Gemma Robles (El Periódico) - Graciano Palomo (EFE) - Ignacio Camacho (ABC) - Javier Casqueiro (El País) - Javier Fernández Arribas (Cadena COPE) - Javier García Vila (Europa Press) - Jesús Cintora (Cuatro) - José Antonio Álvarez Gundín (La Razón) - José Antonio Vera (EFE) - José Antonio Zarzalejos (El Confidencial) - José Mª Brunet (La Vanguardia) - Julio Cesar Herrero (Cadena COPE) - Luís Rodríguez Aizpeolea (El País) - Manuel Erice (ABC) - Mayte Alcáraz (ABC) - Miguel Ángel Gozalo (Cadena COPE) - Nativel Preciado (Tiempo) - Pilar Gómez (La Razón) - Rafa de Miguel (Cadena SER) - Raúl del Pozo (El Mundo) - Víctor Arribas (ABC) - Victoria Lafora (El Plural) - Victoria Prego (El Mundo) |

## Temporadas
| Edición                              | Programas | Fechas de emisión                             | Cadena | Espectadores | Cuota |
| ------------------------------------ | --------- | --------------------------------------------- | ------ | ------------ | ----- |
| El Debate de la 1: Primera temporada | 14        | 11 de abril de 2012 — 11 de julio de 2012     | La 1   | 601 000      | 7,7%  |
| El Debate de la 1: Segunda temporada | 37        | 20 de septiembre de 2012 — 4 de julio de 2013 | La 1   | 479 000      | 7,1%  |
| El Debate de la 1: Tercera temporada | 35        | 19 de septiembre de 2013 — 3 de julio de 2014 | La1    | 318 000      | 5,2%  |
| El Debate de la 1: Cuarta temporada  | 34        | 8 de octubre de 2014 — 1 de julio de 2015     | La1    | 320 000      | 4,4%  |
| El Debate de la 1: Quinta temporada  | 43        | 9 de septiembre de 2016 — 27 de julio de 2016 | La1    | 452 000      | 7,2%  |
| El Debate de la 1: Sexta temporada   |           | 6 de septiembre de 2016 —                     | La1    |              |       |